# Тичків
Ти́чків — село в Україні, в Народицькій селищній територіальній громаді Коростенського району Житомирської області. Населення становить 37 осіб.

## Історія
У 1906 році хутір Христинівської волості Овруцького повіту Волинської губернії. Відстань від повітового міста 34 версти, від волості 8. Дворів 10, мешканців 49.
24 лютого 2022 року село було окуповане російськими військами й звільнено у березні того ж року.

## Населення

### Мова
Розподіл населення за рідною мовою за даними перепису 2001 року:
| Мова       | Кількість | Відсоток |
| ---------- | --------- | -------- |
| українська | 34        | 91.89%   |
| російська  | 3         | 8.11%    |
| Усього     | 37        | 100%     |